# Pitthea aurantifascia
Pitthea aurantifascia là một loài bướm đêm trong họ Geometridae.